# Gottfrid Roman
Per Gottfrid Roman (i riksdagen kallad Roman i Östersund), född 22 september 1863 i Östersund, död där 1 november 1932, var en svensk häradsskrivare och politiker (liberal).
Gottfrid Roman, som var son till en skomakare, var länsman i Mörsils distrikt 1892–1900 och därefter häradsskrivare i norra Jämtlands fögderi 1909–1929.
Han var riksdagsledamot i första kammaren 1912–1917 för Jämtlands läns valkrets och tillhörde i riksdagen frisinnade landsföreningens riksdagsgrupp liberala samlingspartiet. I riksdagen var han bland annat suppleant i bevillningsutskottet 1913–1917. Roman är begravd på Norra begravningsplatsen i Östersund.